# Zona conurbada de Teziutlán
La Zona conurbada de Teziutlán es un área metropolitana de México ubicada al nororiente del estado de Puebla. Es la tercera zona metropolitana en tamaño de dicho estado. De acuerdo con el conteo de población del INEGI en 2020, el municipio de Teziutlán cuenta con 103 583 habitantes, siendo el décimo municipio más poblado del estado. Mientras que la zona metropolitana está compuesta por dos municipios: Teziutlán y Chignautla, sumando una población de 138 806 habitantes. En 2019, el responsable del Fondo Metropolitano empezó a contemplar cómo ampliar esta zona metropolitana con nuevos municipios adyacentes, que han tenido un notable desarrollo urbano.

## Economía
La economía de la Zona Metropolitana de Teziutlán está basada principalmente en la industria textil y el mobiliario, siendo una de la principales regiones del estado de Puebla con estas industrias. Desde 1950, tiene destacada importancia la industria minera por la Planta Teziutlán, que produce ferromanganeso alto carbón, convirtiéndose así en una importante proveedora de ferroaleaciones para el país mexicano. La planta minera opera actualmente bajo la propiedad de la compañía Autlán, que la adquirió en 1970. Esta área metropolitana tiene además una fuerte actividad comercial y de servicios, lo que la coloca como una de las más importantes al norte del estado.